# Resolució 1726 del Consell de Seguretat de les Nacions Unides
La Resolució 1726 del Consell de Seguretat de les Nacions Unides fou adoptada per unanimitat el 15 de desembre de 2006. Després de recordar resolucions anteriors sobre la situació a Costa d'Ivori, el Consell va ampliar el mandat de l'Operació de les Nacions Unides a Costa d'Ivori (UNOCI) i les tropes de suport franceses fins al 10 de gener de 2007.

## Detalls
El Consell de Seguretat estava molt preocupat per la crisi política en curs i per la seva deterioració a Costa d'Ivori, que comportava greus conseqüències humanitàries. Va reafirmar el seu suport a la UNOCI i les forces franceses de suport com a part de l'Operació Unicorn i afirmava que la situació al país continuava constituint una amenaça per a la pau i la seguretat internacionals.
Actuant sota el Capítol VII de la Carta de les Nacions Unides, el Consell va ampliar el mandat de la UNOCI i les forces de suport franceses a l'Operació Unicorn fins al 10 de gener de 2007.